# Jacquinia armillaris
Jacquinia armillaris ist eine Pflanzenart in der Familie der Primelgewächse in der Unterfamilie der Theophrastoideae aus Kolumbien und Venezuela sowie aus dem östlichen Brasilien bis auf die Kleinen Antillen. Sehr ähnlich ist Jacquinia arborea Vahl von den Antillen, die auch ähnlich genutzt wird.

## Beschreibung
Jacquinia armillaris wächst als immergrüner Strauch oder kleiner Baum bis über 6 Meter hoch. Der Stammdurchmesser erreicht etwa 20 Zentimeter. Die glatte Borke ist gräulich. Die jungen Zweige sind behaart.
Die kurz gestielten Laubblätter sind scheinwirtelig an den Zweigenden angeordnet. Der kurze, kahle Blattstiel ist bis 3 Millimeter lang. Die Blätter sind kahl, dickledrig, fest, ganzrandig und verkehrt-eiförmig, spatelförmig sowie bis etwa 9–10 Zentimeter lang. Sie sind abgerundet bis stumpf, seltener spitz oder eingebuchtet und oft (fein)stachelspitzig mit keilförmiger Basis. Die Blattränder sind öfters leicht umgebogen. Die Nervatur ist gefiedert mit undeutlichen Seitenadern. Die Nebenblätter fehlen.
Jacquinia armillaris ist protandrisch, also vormännlich. Es werden kurze und endständige, lockere, wenigblütige, traubige Blütenstände gebildet. Die kleinen, duftenden, dickgestielten und gelblichen bis weißen Blüten sind zwittrig mit doppelter Blütenhülle. Die kleinen, dachigen, bewimperten Kelchblätter sind frei und abgerundet. Die bis etwa 8 Millimeter langen Petalen sind kurz becherförmig verwachsen mit etwas kürzeren, ausladenden Zipfeln. Es sind 5 kurze, an der Basis verwachsene Staubblätter, mit abgeflachten und drüsigen Staubfäden vorhanden und 5 kleine, petaloide Staminodien am Schlund. Der einkammerige Fruchtknoten, mit vielen Samenanlagen, ist oberständig mit kurzem Griffel.
Es werden rundliche bis eiförmige, kahle, ledrige und orange-rötliche, ein- bis dreisamige, bis etwa 0,7–1,2 Zentimeter große, glänzende, glatte, dünnschalige Früchte, Beeren mit beständigen Kelch und Griffelresten an der Spitze gebildet. Die braunen Samen sind rundlich bis eillipsoid und bis 3–5 Millimeter groß.

## Verwendung
Die Wurzeln, unreife Früchte und Zweige können als Fischgift, Barbasco, genutzt werden. Die getrockneten Früchte werden zu Armbändern verarbeitet (Bois bracelet, Braceletwood, Armbandbaum).